# خرفار خشن السويق
خرفار خشن السويق (الاسم العلمي: Phalaris aspera) هو نوع نباتي يتبع جنس الخرفار من فصيلة النجيلية.